# باشگاه فوتبال دیلا گوری
باشگاه فوتبال دیلا گوری (انگلیسی: FC Dila Gori) یک باشگاه فوتبال در گوری، گرجستان است.
این باشگاه که در سال ۱۹۴۹ تاسیس شده سابقه یک قهرمانی در لیگ برتر فوتبال گرجستان و یک قهرمانی در جام حذفی فوتبال گرجستان را در کارنامه دارد.